# Decomposizione di Schur
In algebra lineare, la decomposizione di Schur o triangolazione di Schur è un importante procedimento di fattorizzazione di una matrice. Esso prende il nome dal matematico tedesco Issai Schur.

## Enunciato
Sia A una matrice quadrata di numeri complessi; questa A può essere decomposta come
{\displaystyle \mathbf {A} =\mathbf {Q} \mathbf {U} \mathbf {Q} ^{h}}
dove Q è una matrice unitaria, Qh denota la trasposta coniugata di Q e U denota una matrice triangolare superiore le cui entrate diagonali sono esattamente gli autovalori di A. La decomposizione di Schur non è unica.

## Variante reale
Nel caso in cui A sia a valori reali posso ottenere una decomposizione alternativa, di sole matrici reali, del tipo
{\displaystyle \mathbf {A} =\mathbf {Q} \mathbf {U'} \mathbf {Q} ^{t}}
Q è ancora una volta unitaria, Qt la trasposta di Q e U' una matrice triangolare a blocchi sulla 
diagonale. I blocchi di dimensione 1 sono costituiti dagli autovalori reali, i blocchi di dimensione 2 dalla coppia di autovalori complessi {\displaystyle z} e {\displaystyle {\bar {z}}} posti nella forma seguente:
{\displaystyle {\begin{bmatrix}Re(z)&Im(z)\\-Im(z)&Re(z)\\\end{bmatrix}}}